# Senija
Senija je žensko osebno ime.

## Izvor imena
Ime Senija in različice so lahko skrajšane oblike ali tvorjenka iz imena Ksenija. Lahko pa Senija z različicami izhaja tudi iz muslimanskega imena Senìja, ki ga razlagajo prek turškega imena Seniye iz arabske besede säniyyä v pomenu »visoka; vzvišena; sijajna; bleščeča; krasna«.

## Različice imena
Sena, Senada, Senia, Senita, Senja, Senka, 

## Pogostost imena
Po podatkih Statističnega urada Republike Slovenije je bilo na dan 31. decembra 2007 v Sloveniji število ženskih oseb z imenom Senija: 216.

## Osebni praznik
V koledarju je ime Senija z različicami uvrščeno k imenu Ksenija.